# Bechtolsheim
Bechtolsheim è un comune di 1 789 abitanti della Renania-Palatinato, in Germania.

Appartiene al circondario (Landkreis) di Alzey-Worms (targa AZ) ed è parte della comunità amministrativa (Verbandsgemeinde) Alzey-Land.

## Geografia fisica
Bechtolsheim è situata sul fiume Selz.